# タングート氏 (カイシャン妃)

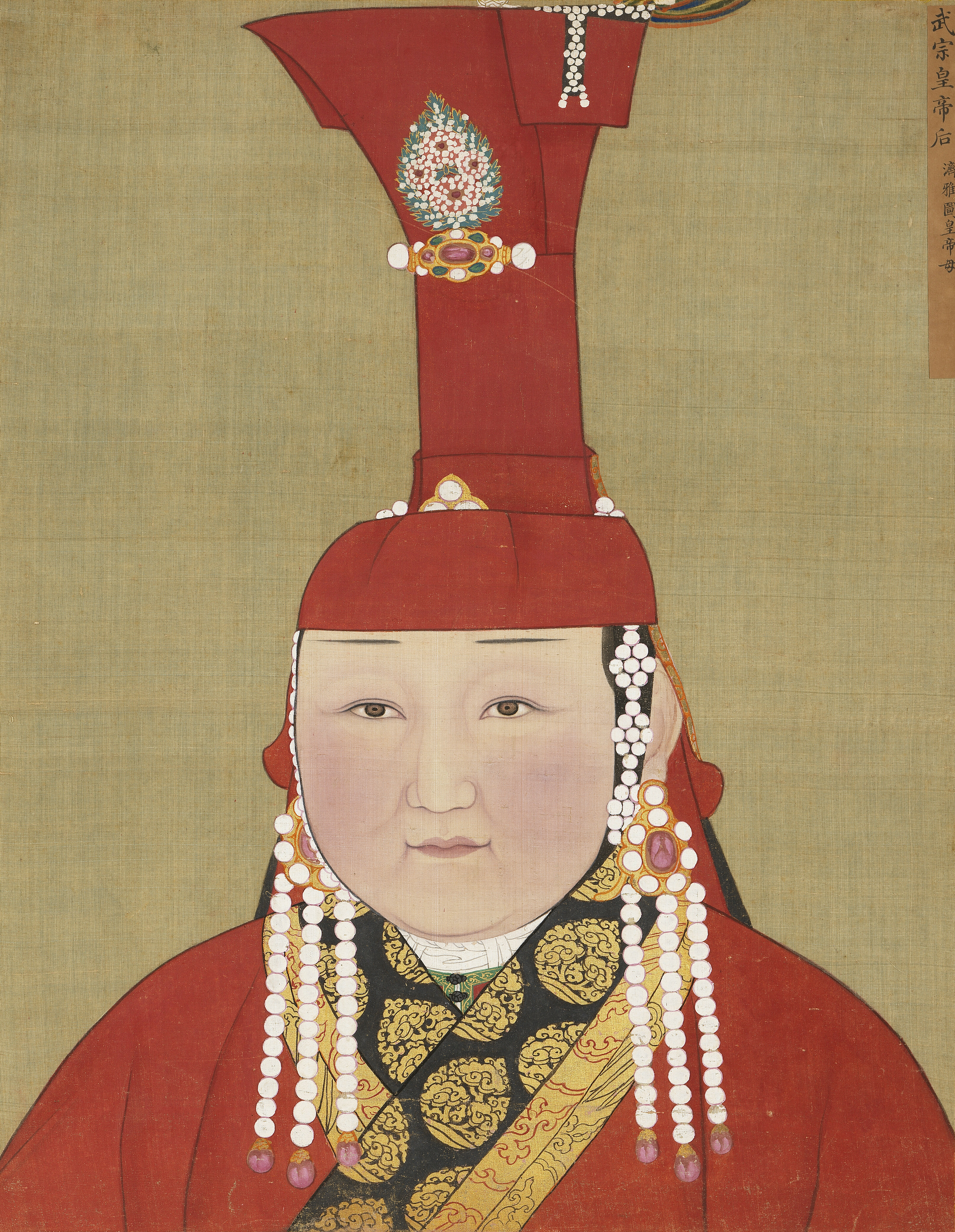
文献昭聖皇后肖像

タングート氏（生没年不詳）は、タングート部出身の女性で、モンゴル帝国第7代皇帝クルク・カアン（武宗カイシャン）の妃の一人。名前は伝わっておらず、「タングート部出身の女性（唐兀氏）」であったことしか知られていない。
元来は地位の低い妃であったが、息子のトク・テムルがカアン位に即いたことで文献昭聖皇后として追諡されている。

## 概要
カイシャンにはジンゲというコンギラト部出身の正妃がいたが、ジンゲからは息子が生まれず、カイシャンの息子はイキレス氏が生んだコシラ（後の明宗クトクト・カアン）とタングート氏が生んだトク・テムル（後の文宗ジャヤガトゥ・カアン）がいるのみであった。
カイシャンがカアンに即位した時、弟のアユルバルワダとの間に「アユルバルワダを皇太子（次期カアン）とする代わりに、アユルバルワダの後はカイシャンの息子（コシラ、トク・テムル）を皇太子（次期カアン）にする」という約束がなされていたが、この約束はカイシャン、アユルバルワダの母で絶大な権勢を得ていたダギの意向によって無視された。これはダギがコンギラト出身であり、非コンギラト出身の女性（イキレス氏、タングート氏）を母とする人物をカアンに戴くことを認め難かったためと考えられている。そのため、アユルバルワダの皇太子とされたのは、アユルバルワダとコンギラト出身の妃ラトナシリの間に生まれたシデバラ（後の英宗ゲゲーン・カアン）であった。
シデバラ、イェスン・テムル・カアン（泰定帝）の死を経て天暦の内乱が勃発すると、これを好機と見たコシラはチャガタイ・ウルスの協力を得て大元ウルスに帰還し、天暦2年（1329年）にクトクト・カアンとして即位した。しかしコシラは即位直後にエル・テムルらによって暗殺されてしまい、その後、エル・テムルらの後ろ盾の下コシラの異母弟でタングート氏の息子のトク・テムルが即位した。
同年、タングート氏は文献昭聖皇后として追諡された。